# 爪哇真鲨
爪哇真鲨（学名：Carcharhinus tjutjot）是軟骨魚綱真鯊目真鲨科真鲨属一种，被IUCN列為易危保育類動物，分布于太平洋西部的海域，深度可達100公尺。本种由荷兰学者彼得·布莱克尔于1852年描述发表，模式产地为印度尼西亚雅加达。其种加词源自本种的印度尼西亚名称。
本种曾被认为是杜氏真鲨（Carcharhinus dussumieri）的同物异名，2012年被研究人员恢复为独立物种。
由於形態上的相似性，爪哇真鲨經常與西氏真鯊(C. sealei)混淆，可以透過第二背鰭上的黑色標記、相對較長的鼻子和直立的三角形第一背鰭來識別，它們的上前牙傾斜，兩側有鋸齒狀的刀狀齒尖，體長可達97.3公分。